# 德拉瓦州議會大廈
德拉瓦州議會大廈（Delaware State Capitol）是美國德拉瓦州的州議會的開會地點。德拉瓦州當地居民習慣稱其為議會堂（Legislative Hall）。現在的德拉瓦州議會大廈是第二代建築，竣工於1933年，位於多佛市中心。舊議會大廈位於現在的議會大廈西側，現在是一座博物館。